# Club Universitario de Atletismo Águilas
El Club Universitario de Atletismo Águilas o simplemente Águilas es un club de atletismo de la Universidad Autónoma de Guerrero, en Chilpancingo, México. Fue fundado el 12 de octubre de 1973 con el nombre de Club Universitario de Atletismo, y que luego de diez años pasó a ser oficialmente Club Universitario de Atletismo Águilas. Ha obtenido alrededor de 1400 trofeos y más de mil medallas, destacando primeros lugares en competencias municipales, estatales, regionales, nacionales e internacionales.